# روبرت کورسن
روبرت کورسن (انگلیسی: Robert of Courçon; circa 1160/1170 – ۶ فوریه ۱۲۱۹ (سن ۴۹-۵۹)) کشیش کاتولیک اهل پادشاهی انگلستان بود.